# بانو ألكان
بانو ألكان (بالتركية: Banu Alkan)‏ أو (ليزريمكا ريبرونجيا- وهو اسمها الأول الذي عرفت به) (مواليد 1 أبريل 1958 في دوبروفنيك، يوغوسلافيا)، ممثلة أفلام ومغنية تركية من أصل كرواتي.

## حياتها
ولدت ليز ريمكا ريبرونجيا في مدينة دوبروفنيك بكرواتيا (يوغوسلافيا ذي ذلك الوقت)، في 1 أبريل 1958، وهي الطفلة الخامسة لوالدها الذي كان يعمل نجارا وذو أصل سنجاقي. وقد هاجرت مع عائلتها إلى منطقة ادرميت بباليكسير في ديسمبر 1966. وعائلة ريبرونجيا ذو أصل تركي، وأخذوا لقب ألكان، وأخذت معه اسمه بانو وهو اسم الورقة قبل أن تصبح وردة وهي وردة ريمكا. وعندما انتقلت إلى أسطنبول أقامت في كرتال، وقضت جزء كبير من طفولتها هناك. وقد حصلت على تعليمها الثانوي في مدرسة كرتال مالتيبه، ولكنها استراحت في الصف الثاني.
وقد بدأت كورسات أل سي سي في عمر السادسة عشر، وذلك من أجل تحقيق حلمها في شبابها بدراسة الموسيقى، وقد قامت بالتمثيل في العديد من الأفلام، وبعض الإعلانات وذلك من خلال شركة أوزبن مانكنليك.
وقد تزوجت الفنانة بانو ألكان عندما كانت تبلغ السابعة عشر من رجل الأعمال الغني جوربوز هانيف، وبدأت بالعيش معه. وبعدما استمرت هذه العلاقة ما يقرب من عشرين عاما، فقد توفى زوجها هانيف بسبب إصابته بمرض السرطان، وانتهت حياتها معه بذلك. وقد عملت على مدار العشرين عاما بالعيش بحياة مريحة وهادئة.
وبعد ظهور بانو في آخر فيلم لها في عام 1989، ظلت فترة طويلة كبيرة لا تظهر على الشاشات. وفي عام 1998 فقد قامت بأصدار ألبومها (نيرمى). وقد انتقدت لفترة طويلة صوت، وتعليق أغاني المسرحيات، وبدأت بالاهتمام بهذا المجال منذ ذلك الوقت. وقامت ألكان في عام 2001 (بمجلس الملح)، وفي عام 2005 أيضا فقد قامت بمسلسل تلفزيوني عرف باسم (لا تغضب برادر).
وفي الفترة 1974-1989 فقد كانت بانو ألكان تقوم بتمثيل الأفلام، وفي نفس الوقت كانت تقوم بالغناء وإصدار الألبومات بشكل مستمر. وحصلت بعدها على لقب (أفردويت)، وكانت دائما ما تحصل على ردود إيجابية فيما يخص أعمالها، وقد نجحت في تحقيق أرقام قياسية كبيرة بأعمالها. وقد استمرت بانو ألكان في المجال السينمائي من ناحية، ومن ناحية أخرى فقد كانت من ضمن الأسماء التي لا تنسى في مجال السينما التركية.